# Strzelanie płaskotorowe

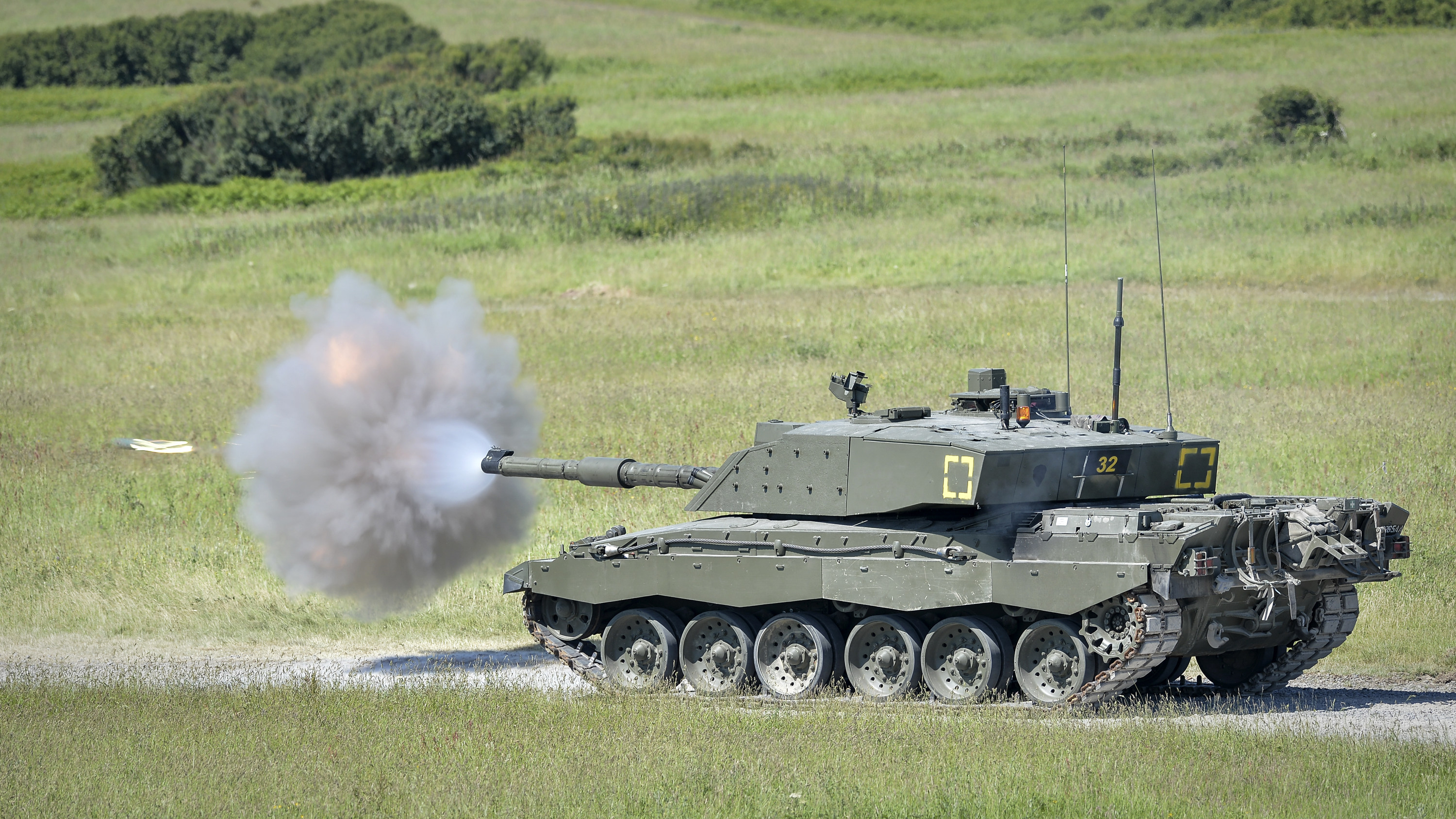
Strzelanie płaskotorowe

Strzelanie płaskotorowe – metoda prowadzenia ognia artyleryjskiego i z broni strzeleckiej, w którym pocisk jest wystrzeliwany pod niewielkim kątem do celu bezpośrednio widocznego (na wprost) – inaczej niż w przypadku strzelania stromotorowego.
Ogień tego typu najczęściej prowadzi się z karabinów, armat i armatohaubic.